# Нерсесян, Бабкен Погосович

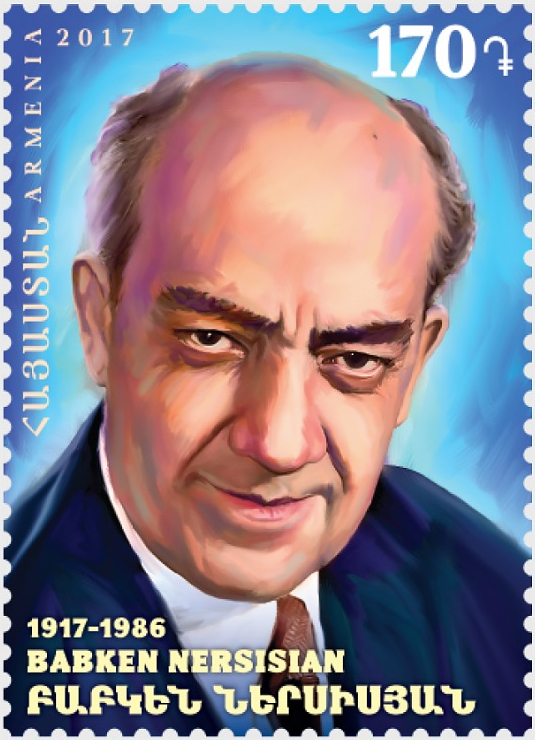
Почтовая марка Армении (2018)

Бабкен Погосович Нерсесян (арм. Բաբկեն Ներսիսյան; 1917—1986) — армянский, советский актёр театра и кино, мастер художественного слова (чтец), драматург. Народный артист СССР (1972).

## Биография
Бабкен Нерсесян родился 5 (18) июля 1917 года в Тифлисе (ныне — Тбилиси, Грузия).
Впервые начал играть в 1933 году на сцене Тифлисского армянского ТЮЗа. 
С 1944 по 1955 годы — актёр Тбилисского армянского драматического театра. 
В 1956 году по приглашению Вартана Аджемяна переехал в Армению и с этого же года — актёр Армянского театра им. Г. Сундукяна в Ереване. 
Выступал с художественным чтением.
С 1957 года снимался в кино. Член Союза кинематографистов Армянской ССР
Скончался 14 февраля 1986 года в Ереване. Похоронен на Тохмахском кладбище.

### Семья
- Сын — Нерсесян Тигран Бабкенович (род. 1966), актёр. Заслуженный артист Армении (2004).

## Звания и награды
- Народный артист Грузинской ССР (1953)
- Народный артист Армянской ССР (1961)[4]
- Народный артист СССР (1972)
- Орден Трудового Красного Знамени
- Медали.

## Творчество

### Роли в театре

#### Тифлисский армянский ТЮЗ
- «Коварство и любовь» Ф. Шиллера — Фердинанд[4]
- «Чапаев» по Д. А. Фурманову — Чапаев
- «Как закалялась сталь» по Н. А. Островскому — Павел Корчагин
- «Эмманвел» А. А. Араксманяна — Эмманвел.

#### Тбилисский армянский драматический театр
- «Страна родная» Д. К. Демирчяна — Гагик
- «Пэпо» Г. М. Сундукяна — Пэпо
- «Разорённый очаг» Г. М. Сундукяна — Осеп
- «Хатабала» Г. М. Сундукяна — Замбахов
- «Разбойники» Ф. Шиллера — Карл и Франц Моор
- «Арсен» С. И. Шаншиашвили — Арсен
- «Маскарад» М. Ю. Лермонтова — Арбенин
- «Без вины виноватые» А. Н. Островского — Незнамов.

#### Армянский театр имени Сундукяна
- «Хаос» А. Ширванзаде — Микаэл
- «Под одной крышей» Г. М. Боряна — Геворк
- «Утёс» В. Папазяна — Александр
- «Навстречу грядущему дню» Е. Чаренц — Чаренц
- «В горах мое сердце» У. Сарояна — Бен-Александр
- «Суббота, воскресенье, понедельник» Э. де Филиппо — Дон-Пеппино
- «Разлом» Б. А. Лавренёва — Берсенев
- «Ара Прекрасный» Н. Заряна — Ара
- «Дело» А. В. Сухово-Кобылина — Муромский
- «Председатель республики» З. Даряна — Ленин
- «Гикор» по О.Т. Туманяну — Хамбо
- «Гош» Л. А. Микаэляна — Гош
- «Анаит» по Г. Агаяну — Вачаган
- «Храбрый Назар» Д. К. Демирчяна — Назар
- «Высокочтимые попрошайки» А. О. Пароняна — Авессалом-ага
- «Ещё одна жертва» Г. Сундукяна — Микаэл
- «Последние гвоздики» Г. А. Тер-Григоряна — Տիգրան.

### Фильмография
- 1957 — Кому улыбается жизнь — Баблоев
- 1959 — Прыжок через пропасть — Балян
- 1960 — Северная радуга — Аббас-Мирза
- 1960 — Саят-Нова — Саят-Нова
- 1966 — Мсье Жак и другие (киноальманах) («Издержки вежливости») — мсье Бардух
- 1968 — Братья Сарояны — Сурмелян
- 1973 — Хаос — Марутханян
- 1973 — Последний подвиг Камо — Цатурян.

### Пьесы
- 1947 — «Агаси» в соавторстве с Н. Качворяном по роману «Раны Армении» Х. Абовяна[4]